# Matthew Crampton
Matthew Crampton (Manchester, 23 de maio de 1986) é um desportista britânico que competiu no ciclismo na modalidade de pista, especialista nas provas de velocidade por equipas e keirin.
Ganhou duas medalhas de prata no Campeonato Mundial de Ciclismo em Pista, nos anos 2009 e 2011, e quatro medalhas no Campeonato Europeu de Ciclismo em Pista entre os anos 2010 e 2012.

## Medalheiro internacional
| Campeonato Mundial | Campeonato Mundial         | Campeonato Mundial | Campeonato Mundial     |
| Ano                | Lugar                      | Medalha            | Competição             |
| ------------------ | -------------------------- | ------------------ | ---------------------- |
| 2009               | Pruszków ( Polónia)        | Medalha de prata   | Velocidade por equipas |
| 2011               | Apeldoorn ( Países Baixos) | Medalha de prata   | Velocidade por equipas |
| Campeonato Europeu |                            |                    |                        |
| Ano                | Lugar                      | Medalha            | Competição             |
| 2010               | Pruszków ( Polónia)        | Medalha de prata   | Keirin                 |
| 2010               | Pruszków ( Polónia)        | Medalha de bronze  | Velocidade por equipas |
| 2011               | Apeldoorn ( Países Baixos) | Medalha de ouro    | Keirin                 |
| 2012               | Panevėžys ( Lituânia)      | Medalha de bronze  | Velocidade por equipas |